# Wsegdseg
Wsegdseg es un dios y rey mitológico de los sajones, según la crónica anglosajona ancestro de la casa real del reino de Deira, hijo de Odín, y hermano de Weothulgeot, Wehta, Saxnote, Casere y Basldseg.